# Narcís Pagès i Prats
Narcís Pagès i Prats (Palamós, 25 de juliol de 1819 - Palamós, 5 de març de 1887) fou un advocat, polític i historiador català, diputat a les Corts Espanyoles durant la restauració borbònica.
Va néixer a Palamós el 25 de juliol de 1819, fill de Josep Antoni Pagès, doctor en lleis i assessor de Marina, i de Clara Prats.
Treballà com a assessor de la Marina a la província de Girona i col·laborà a la Revista de Gerona, al Semanario de Palamós i a La Ilustración Española y Americana. Va escriure diversos articles sobre el codi civil i història de Palamós, i el 1882 va llegir el discurs Los pagesos de remensa en el Certamen Literari de Girona
Fou elegit diputat del Partit Conservador per Torroella de Montgrí a les eleccions generals espanyoles de 1879. Un carrer de Palamós porta el seu nom.